# 高野昭平
高野 昭平（たかの しょうへい、1930年6月25日 - ）は、日本のアナウンサー、実業家。
東京都台東区出身。

## 略歴
浅草生まれ。早稲田大学卒業後、1953年2月にラジオ東京（のちのTBS）へ第2期生として入社。アナウンス部長などを歴任（1967年10月から1968年9月までの間、報道局特別制作部へ異動）後、1981年7月にラジオ局へ異動しアナウンス職から離れる。1982年10月には広島エフエム放送へ出向。1983年10月にTBSへ復帰し人事労政局に在籍。1985年5月にテレコム・ジャパンへ出向し、6月に定年。その後、メディア・スタッフの取締役相談役を務める一方、TBSアナウンススクールの特別講師を担当している。

## 主な担当番組

### ラジオ
- 引揚船（引揚者）の出迎え中継（最初の担当）[5]
- ラジオ・ボードビル東西アルファベット読本（1953年11月。最初のスタジオ番組担当）[5]
- 東西こぼれ話（1955年）[4][6]
- 5秒のスリル（1956年）[4]
- 紅白歌えらび（1958年）[4]
- 人気投票六つの唄（1958年）[4]
- 私の作ったメロディー（1959年）[4]
- 名流小唄集（1960年）[4]
- 三菱ダイヤモンドハイウェイ（1961年）[4]
- 歌謡曲ベストテン（1962年）[4]
- 電話でクイズ（1962年）[4]
- 戦国忍法帖（1963年）[4][6]
- 歌謡曲でぶっとばせ（1968年）[4]
- 奥様Q&A（1969年）[4][6]
- TBS950街を行く（1969年）[4]
- テレフォン身の上相談（1976年。キャスターとして美輪明宏と共演[2]）[4]

### テレビ
- 明日の歌声（1955年）[6][4]
- お料理サロン（1962年）[4]
- 歌まね読本（1963年）[4]
- おはよう・にっぽん（1966年。ニュースキャスター）[6][4]

### スポーツ中継
- 柔道中継[2]
- レスリング中継[2]
- 札幌オリンピック中継（1972年）[2]
- プロ野球ナイター中継[2]
- '72 太平洋クラブマスターズ・ゴルフ中継（1972年10月8日。16番ホール担当）[4]